# 아메리칸 항공 191편 추락 사고
아메리칸 항공 191편 추락 사고는 시카고 오헤어 국제공항을 출발해 로스앤젤레스 국제공항으로 향하는 정기 여객편이 추락한 사고이다. 1979년 5월 25일, 191편은 활주로 32R에서 이륙한 후 왼쪽 엔진이 떨어져나간 후 통제불능의 상태에 빠져 추락, 승객과 승무원 전원이 사망했으며, 땅에 있던 사람들까지 휘말려 총 273명이 사망했다. 이는 미국 본토에서 발생한 항공사고 중 비행기 단일 사고로는 가장 치명적인 사고였다.

## 개요
1979년 5월 25일, 아메리칸 항공(AA) 191편은 시카고 오헤어 국제공항을 이륙해서 로스앤젤레스 로스앤젤레스 국제공항에 착륙할 예정이었다. 이날 191편은 이륙 도중 1번 엔진이 폭발음과 함께 항공기에서 떨어져 나가 날개의 유압 파이프를 손상시켜 유압액이 다 새어 나갔다. 이로 인해 이륙 직후 191편은 조종 불능 상태에 빠지고, 결국 스톨(실속)에 걸려 90°로 기울어진 채 추락하고 폭발해 271명의 탑승객 전원과 추락 지점 부근(지상)에 있던 2명을 포함한 273명이 사망하고, 역시 추락 지점 인근에 있던 2명이 부상당했다.

## 배경

### 기체

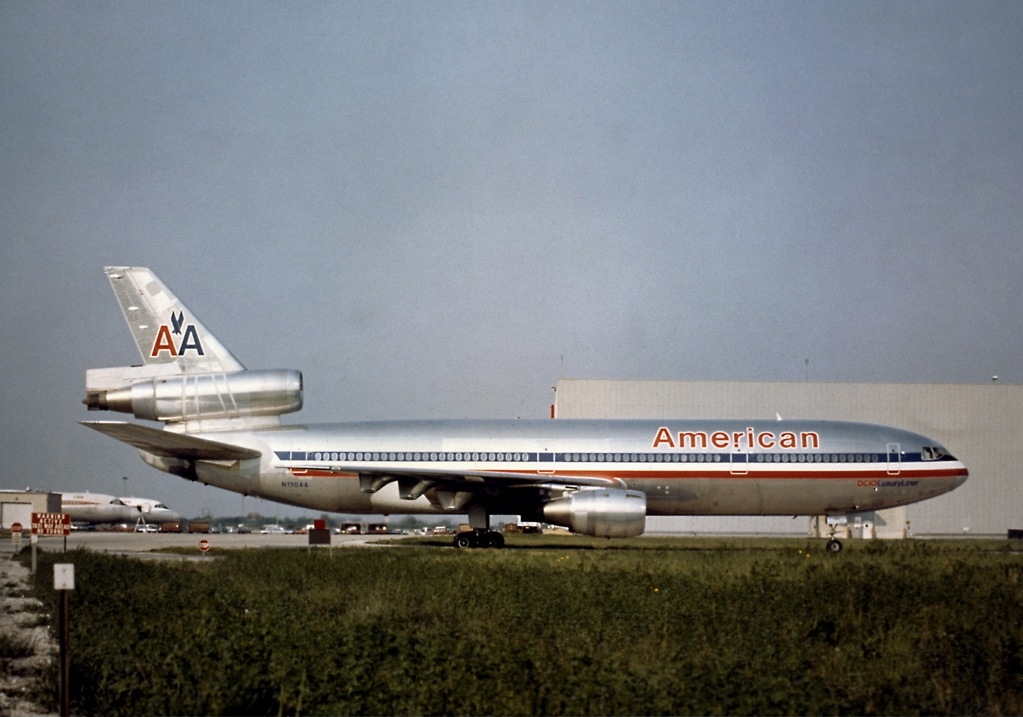
사고 5년 전, 오헤어 공항에서 찍힌 N110AA의 사진

사고기는 맥도넬 더글라스 DC-10-10으로, 등록번호는 N110AA였다. 사고기는 1972년 2월 25일 인도되었고, 사고 당시 7년의 기령과 20,000의 비행 시간을 가지고 있었다. 사고기에는 제너럴 일렉트릭  CF6 엔진이 각 날개에 한 개, 수직꼬리날개에 한 개로 총 세 개가 달려있었다.

### 승무원
기장 월터 H. 럭스(53세)는 DC-10이 나온 때부터 8년 간 22,000시간의 비행 시간 중 3,000시간 동안 DC-10을 조종한 경험이 풍부한 기장이었다. 또한 럭스는 DC-6와 DC-7, 보잉 727 등 17종의 다른 기종을 조종할 수 있었다. 부기장 제임스 딜러드(49세)와 기관사 알프레드 우도비치(56세) 또한 각각 9,275시간과 15,000시간을 쌓으며 경험이 매우 풍부했다.

## 원인과 결과

사고의 방아쇠가 되었던 DC-10의 엔진과 파일론 구조

과거에도 맥도넬 더글러스 DC-10은 화물 도어의 설계 실수에 의한 추락 사고를 일으킨 내력이 있었다.(이와 유사한 사례는 터키 항공 981편 추락 사고가 대표적임).
사고 직후에 행해진 파일론의 검사에서 여러 기체에 균열이 생긴 것으로 판명되었다. 따라서 기체 결함으로 다시 이러한 대형 참사를 일으킨 것으로 간주, 미국 연방 항공국은 DC-10의 내공 증명의 효력을 일시 정지하고, 미국 국적의 모든 DC-10은 지상 대기하도록 하였다. 또한 다른 나라의 항공 당국들도 이에 따라서 유사한 조치를 하였다. 그리하여 전 세계 DC-10의 운항 정지 상태가 되었고, 여러 DC-10 항공기 사용자들에게 파급되어 큰 경제 손실을 주게 되었다.
사고기로부터 벗어나 활주로 상에 남겨진 엔진을 조사한 결과, 파일론 고정 핀에 일반적으로 볼 수 없는 균열이 생겨 이륙 시의 약간의 충격으로 핀이 파손되었고, 엔진이 탈락했던 것으로 판명되었다. 그리고 핀의 균열이 생긴 원인이 메뉴얼에서 벗어난 정비 방법의 문제로부터 발생한 것으로 나타났다. 제조업체인 맥도넬 더글러스 사가 예상치 못한 문제의 정비 방법은 ‘경제성의 향상’을 위하여 도입된 것이었는데, 긴급 점검시 사고 조사관이 목격한 것으로 나타났다.
메뉴얼에 있는 엔진의 올바른 정비 순서는 전용 정비기구를 준비한 뒤 엔진과 날개를 연결하는 급유 호스와 전기계통 케이블을 파일론 부근에서 분리해 엔진을 제거한 후 파일론을 제거하여야 한다.
사고기를 정비하던 항공사는 이 과정을 생략하여 효율성 향상을 노렸고, 지게차로 아래에서 엔진을 지지하고 파일론 및 엔진을 분리하지 않은 채 두 날개에서 분리하였다. 이러한 조잡한 방법으로 파일론에 엔진 무게가 걸리게 되고, 파일론 고정 핀에 균열이 생기게 되었다. 또한 파일론은 강렬한 난기류 등으로 큰 힘이 걸리게 되어 어느 정도의 강함 힘이 걸리면 쉽게 파괴되는 구조로 되어 있었다.
이 손상 때문에, 비행 중 좌측 제1엔진이 파일론과 함께 다 떨어져나갔다. 이러한 균열은 비슷한 정비 방식을 택했던 아메리칸 항공과 다른 항공사의 여러 DC-10에서도 일어났던 것으로 밝혀졌다. 또한 같은 방법으로 정비하고 있던 다른 항공사인 콘티넨탈 항공에서도 이와 같은 현상을 볼 수 있었다. 이 정비방법을 고안했던 정비 담당 주임은 사고 조사위원회에서 증언하기 직전에 자택에서 자살하였다.

## 같이 보기
- 항공 안전